# 印度香饭

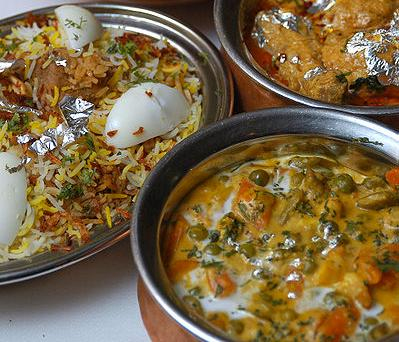
海德拉巴印度香饭

印度香饭（波斯語：بریانی）是一道源自印度次大陆的米饭菜肴，通常由各種香料、米飯、肉類（鸡、羊、牛、鱼等）、蔬菜和酸奶混合烹饪而成。

## 配料
印度/巴基斯坦香饭的美味来源于众多香料，包括酥油、白豆蔻、月桂葉、香菜和薄荷叶，北印度則是用丁香、胡荽、孜然、綠豆蔻、檸檬等。为了使香饭呈现金黄的色泽，需要加入食用色素或是薑黃或番紅花。对于非素食主义者，香饭的主要原料可以是牛肉、鸡肉、羊肉、山羊肉和鲜虾，而印度素食香饭也很流行。

## 各种印度香饭

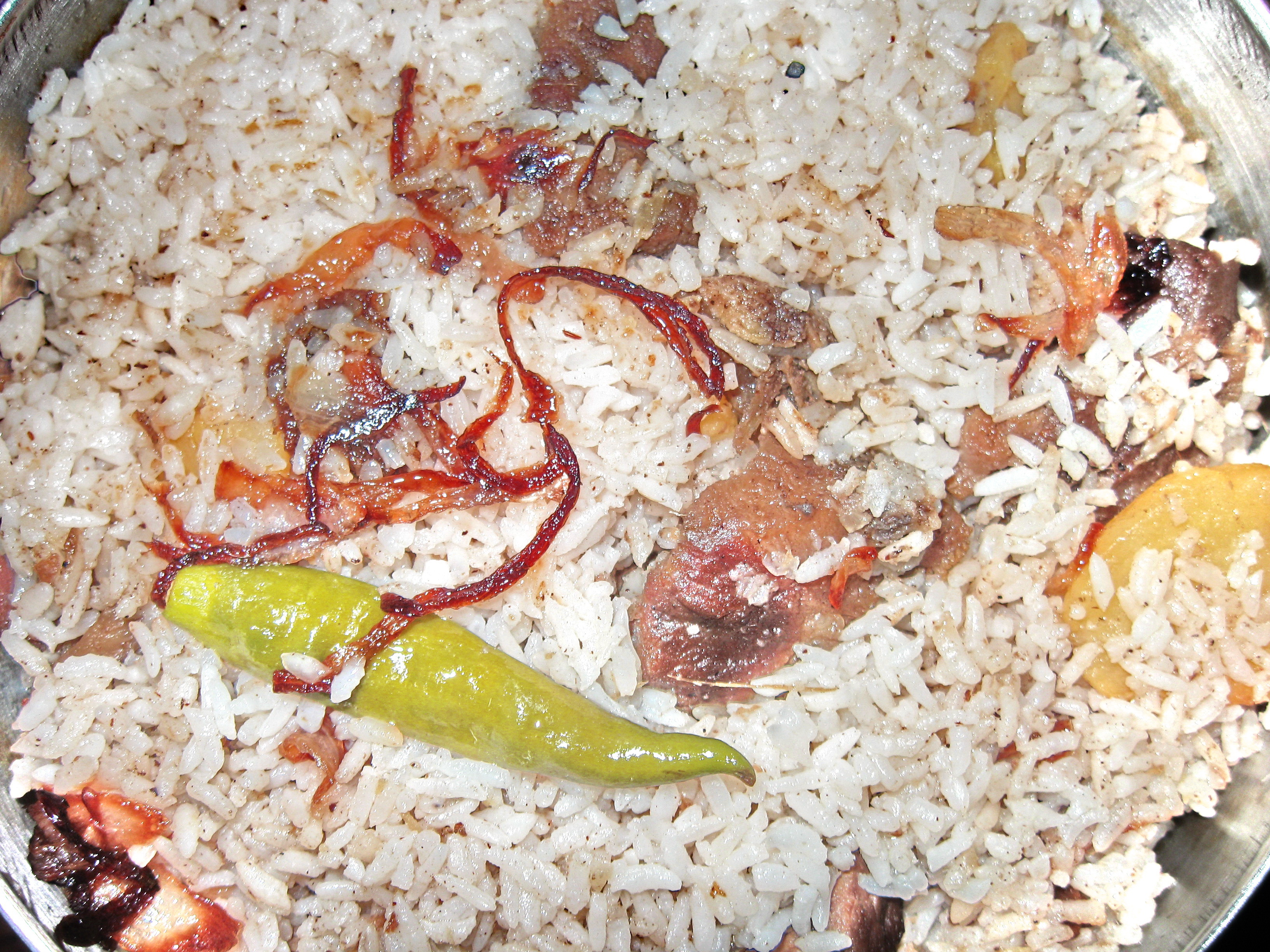
孟加拉国家常牛肉印度香饭
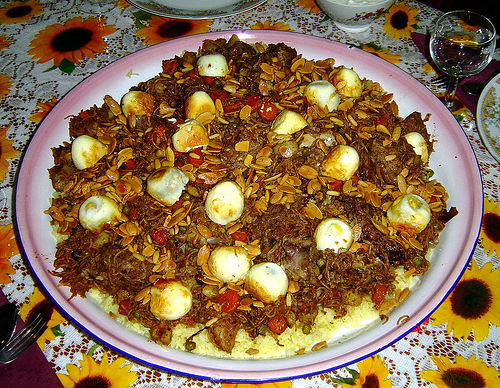
约旦安曼的伊拉克风味印度香饭
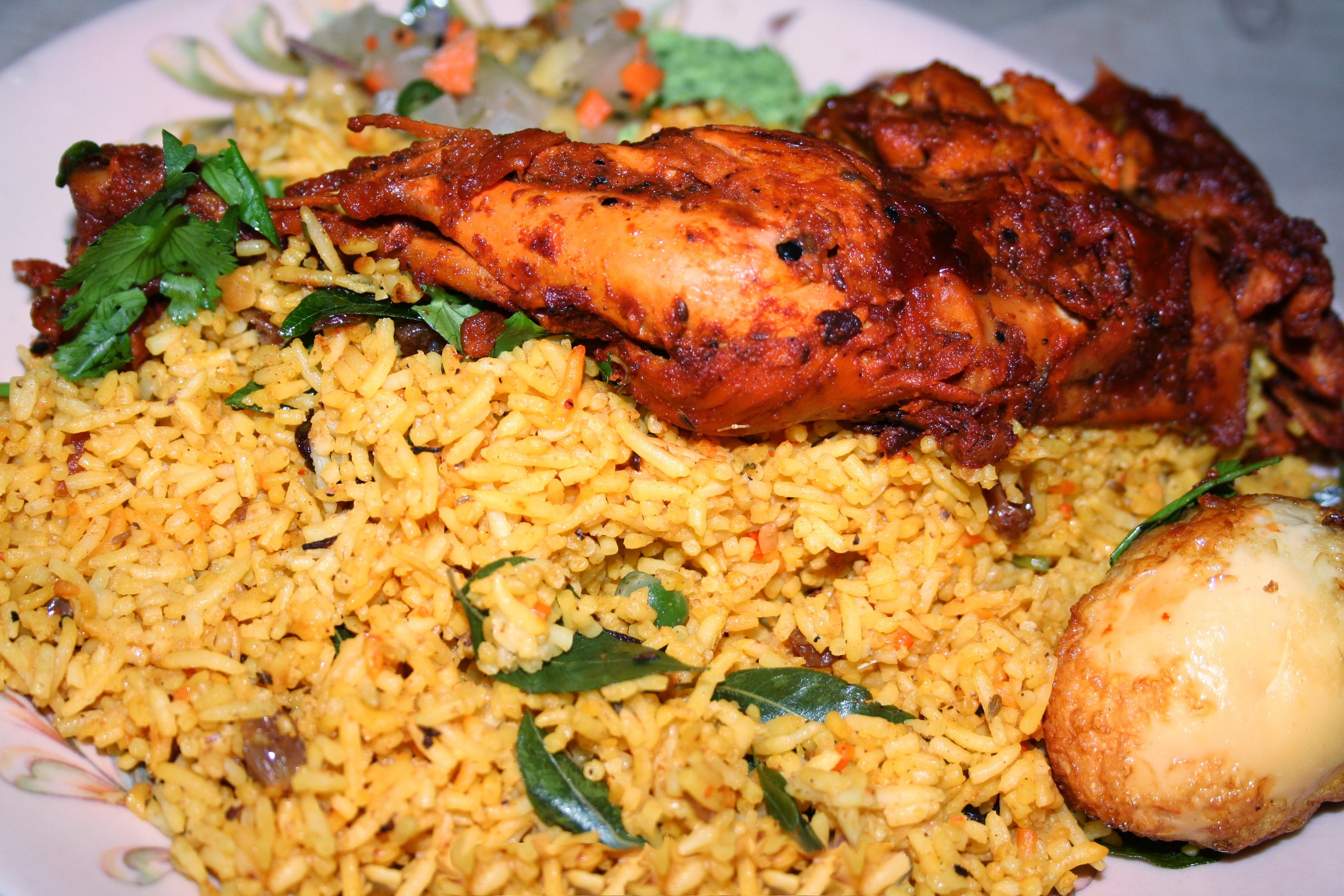
印度南部的鸡肉印度香饭
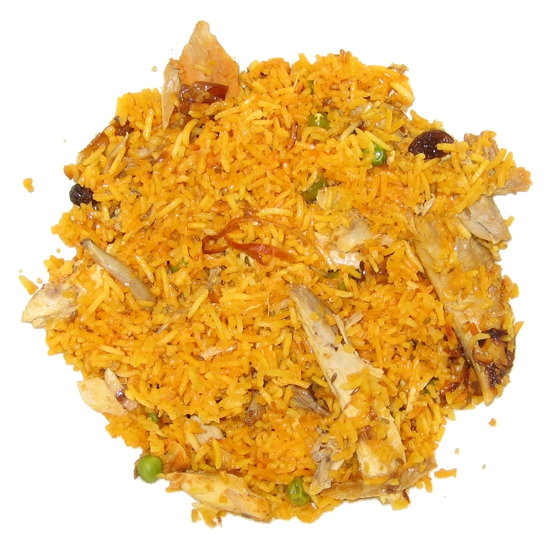
缅甸仰光的印度香饭danpauk